# Лихолобова Зоя Григорівна
Лихолобова Зоя Григорівна (нар. 29 вересня 1926 — 22 травня 2014) — доктор історичних наук, професор, Заслужений професор Донецького національного університету, Академік Академії історичних наук України.
У 1948 р. закінчила історичний факультет державного педагогічного інституту в м. Сталіно (Донецький національний університет). З 1956 р. працювала в університеті старшим викладачем, доцентом, професором. Була деканом історичного факультету (1971—1972 рр.) та завідувачем кафедри історії СРСР (історії слов'ян).
Головний напрям наукових досліджень — соціально-економічні та політичні процеси в Донбасі у ХХ ст. Редактор наукової збірки «Нові сторінки історії Донбасу».